# Alexandru Cosma
Alexandru Cosma (ur. 21 stycznia 1926 w Bukareszcie) – rumuński sztangista Reprezentant kraju na igrzyskach olimpijskich w 1952 w Helsinkach.
Na igrzyskach olimpijskich w Helsinkach wystąpił w konkursie wagi koguciej. Ze względu na spalenie wszystkich prób oprócz 70 kg w rwaniu nie został sklasyfikowany.